# Tricocefalosi
La tricocefalosi, conosciuta anche come infezione da vermi a frusta, è un'infezione causata dal verme parassita Trichuris trichiura (verme a frusta). Se si tratta di un'infezione causata da un numero limitato di vermi, spesso non si avverte nessun sintomo. In soggetti infestati da un elevato numero di vermi possono verificarsi dolori addominali, stanchezza e diarrea. La diarrea può a volte contenere del sangue. Nei bambini le infezioni possono causare scarso sviluppo intellettivo e fisico. La perdita di sangue può provocare bassi livelli di globuli rossi.

## Epidemiologia
L'infezione da vermi a frusta colpisce dai 600 agli 800 milioni di persone nel mondo. È più comune nei paesi tropicali. Nei paesi in via di sviluppo, spesso coloro che sono infestati dai vermi a frusta presentano anche infezioni da verme a uncino e ascaridiasi. Queste infezioni hanno un notevole impatto sull’economia di molti paesi. Si sta lavorando per sviluppare un vaccino contro la malattia. La tricocefalosi è classificata come una malattia tropicale trascurata.

## Cause
Di solito la malattia si propaga quando si mangia del cibo o si beve dell'acqua che contiene le uova di questi vermi. Questo può accadere quando le verdure contaminate non sono perfettamente pulite o cotte. Spesso le uova si trovano nel suolo in zone nelle quali le persone defecano all’aperto e dove le feci umane non trattate vengono utilizzate come fertilizzante. Le uova si trovano nelle feci delle persone infestate. I bambini che giocano su questo tipo di suolo e poi mettono le mani in bocca possono essere infestati molto facilmente. I vermi vivono nell’intestino crasso e sono lunghi circa quattro centimetri. La diagnosi si effettua controllando le feci con un microscopio per verificare la presenza di uova. Le uova sono a forma di limone.

## Prevenzione e terapia
La prevenzione richiede di cucinare il cibo in maniera adeguata e nel lavarsi le mani prima di preparare i pasti. Altre misure includono l'accesso a servizi igienico-sanitari migliorati, come ad esempio garantire l'utilizzo di gabinetti puliti e funzionali e l’accesso all’acqua potabile. Nelle zone del mondo in cui le infezioni sono comuni, spesso interi gruppi di persone saranno curati tutti insieme e con frequenza regolare. La terapia consiste nell'assumere per tre giorni albendazolo, mebendazolo o ivermectina. Di solito, gli individui trattati vengono in seguito nuovamente infestati.